# PlayStation, le magazine officiel
Pour les articles homonymes, voir PlayStation Magazine (homonymie).
PlayStation, le magazine officiel est un ancien magazine mensuel français consacré aux jeux vidéo sur consoles PlayStation, créé en 2007. Il possédait la licence officielle PlayStation. La publication du magazine fut arrêtée en juin 2012, au numéro 63.